# امپراتوری آشور میانه

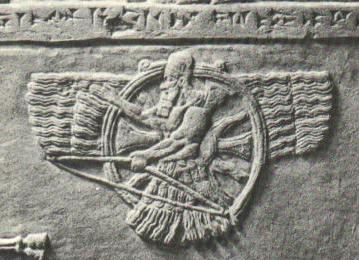
ایزد آشور که خدای آشوری‌ها از قرن ۲۶ پیش از میلاد تا قرن هفتم پیش از میلاد بوده‌است. طرح ایزد آشور از حوروس که او نیز بت و خدای مصر بود برگرفته شده‌است.

امپراتوری آشور میانه حکومتی پادشاهی بود که بین سال‌های ۱۴۰۰ تا ۹۱۲ پیش از میلاد در قسمت‌های زیادی از خاورمیانه کنونی حکومت می‌کرد. این دوران پس از دوران فترت دوره آشوری کهن و توسط اِریبا-اَدَد یکم (آخرین شاه از دوران آشور کهن) آغاز شده و توسط فرزند و جانشینش، آشور-اوبالیت یکم امپراتوری آشور میانه تأسیس می‌گردد. مشهورترین پادشاه این دوران، تیگلات-پیلسر یکم بود.

## پیشینه سرزمین آشور
آشور (به فارسی باستان: آثورا 𐎠𐎰𐎢𐎼𐎠 (Aϑurā)، نام سرزمینی قدیمی است که در بخش میانی رود دجله و کوهستان‌های مجاور آن قرار داشته‌است. اسم آشور از نام یک رب‌النوع گرفته شده و پایتخت آن نخست شهر آشور بود که در ساحل رود دجله در جنوب موصل امروزی قرار داشت و سپس کالح و پس از آن نینوا (موصل امروزی) بوده‌است.

## امپراتوری آشور میانه؛ از آغاز تا انحطاط
در پایان دوره پادشاهی کهن، آشور، خراجگزار میتانی بود. تا اینکه سرانجام، اِریبا-اَدَد یکم پسر آشور-بِل-نینِشو به کمک هیتی‌ها استقلال خود را از میتانی باز پس می‌گیرد و دوره پادشاهی میانه، به‌طور رسمی آغاز می‌گردد. با روی کار آمدن پسرش آشور-اوبالیت یکم، تاریکی که از حدود ۱۶۰۰ پ. م بر تاریخ آشور سایه افکنده بود، ناگهان کنار رفت. آمیزه‌ای از فشار فزاینده هیتی‌ها در شمال و جنگ داخلی در میان شاهان میتانی، سبب افول قدرت میتانی شد و آشور یک بار دیگر فرصت یافت تا در بازی قدرت میان دولت‌های نیرومند آن زمان - بابل، ایلام، هیتی، میتانی، و مصر، وارد شود و حتی توانست میتانی را، که خود آشور به مدت بیش از یک سده خراجگزار آن بود، مطیع خود سازد.

## پادشاهی آشور-اوبالیت یکم
آغاز پادشاهی آشور-اوبالیت یکم آغازی شد برای پیدایش آشور به عنوان یک امپراتوری قدرتمند. آشور-اوبالیت یکم عنوان «شاه بزرگ» و «شاه گیتی» را برای خود برگزید و خود را «برادر فرعون» خواند؛ که از روابط نزدیک او با مصر خبر می‌دهد. او همچنین، به منظور تحکیم روابط با بابل، دختر خود را به عقد ازدواج بورنابوریاش دوّم، شاه بابل درآورد. حاصل این ازدواج، کاراهارداش بود که پس از درگذشت پدرش، از آنجا که از سوی مادر، نوه آشور-اوبالیت یکم به‌شمار می‌رفت، در پی توطئه‌ای از سوی نیروی‌های مخالف آشور کشته شد.
آشور-اوبالیت یکم که این رخداد بر او گران آمده بود، در پی اقدامی تلافی جویانه، در جنگ داخلی در بابل مداخله کرد، نازی-بوگاش را که بر تخت نشسته بود به زیر کشید، و دیگر پسر بورنابوریاش دوم را با عنوان کوریگالزو-ی دوم (۱۳۳۲–۱۳۰۸ پ. م)، بر تخت پادشاهی بابل نشاند.
با روی کار آمدن اِنلیل-نیراری در آشور (۱۳۲۸–۱۳۱۸ پ. م)، کوریگالزو-ی دوم به آشور تاخت ولی این اقدام سرانجام به صلح انجامید.
آریک-دَن-ایلی (۱۳۱۸–۱۳۰۸ پ. م) - پسر اِنلیل-نیراری علیه اقوام ساکن کوه‌های زاگرس لشکرکشی کرد. شاه آشور به پادشاهی کوچکی به نام نیگیمتی در رشته کوه‌های خاور اربلا (اِربیل کنونی) حمله برد و سپس، به ناحیه‌ای که ایاشوباگالاها - قبیله‌ای که بعدها با بقایای کاسی‌ها در کوه‌ها متحد گردید - لشکر کشید.
ادد-نیراری یکم که پسر آریک-دَن-ایلی بود، در توسعه پادشاهی آشور نقش مهمی داشت. در دوره پادشاهی او، آشور شروع به بازی کردن نقش بزرگی در تاریخ میانرودان کرد.
او شمال میانرودان را اشغال کرد. سپس به زاگرس مرکزی حمله برد و بقایای گوتیان و لولوبیان را سرکوب کرد. اسناد بدست آمده از دوران او نشان می‌دهد که نازی-ماروتاش شاه کاسی بابل را در نبرد کار-ایشتار شکست داده‌است و در پی آن، مرز میان آشور و بابل، ناحیه آرمَن، در سرزمین آکارسالو (حلوان امروزی)، و در کوه‌ها تا سرزمین لولوبی تعیین گردید. او همچنین به کارکمیش در ۱۴۵ کیلومتری دریای مدیترانه حمله برد و آن سرزمین را تسخیر کرد.
شاتوآرا (۱۳۲۰–۱۳۰۰ پ. م) شاه میتانی که خراجگزار آشور بود، شورش کرد اما آشوریان پایتخت میتانی را تسخیر کردند و پیمان وفاداری میتانی با آشور تجدید گشت. در ۱۲۸۰ پ. م، واساشاتا شاه بعدی میتانی (۱۳۰۰–۱۲۸۰ پ. م) نیز علیه آشور شورش کرد و در برابر آشور از هیتی کمک خواست. آشوریان این شورش را درهم شکستند و واشوکانی پایتخت میتانی را ویران ساخته، خانواده سلطنتی میتانی را به آشور بردند.
این پیروزی، ادد-نیراری یکم را بر آن داشت تا همه میانرودان را زیر پادشاهی‌اش متحد سازد. گرچه در جنگ علیه هیتی‌ها بخش‌های بزرگی از میانرودان را از دست داد، اما در مقابل اقوام کوه‌نشین، از پادشاهی‌اش دفاع کرد.
شلمنسر یکم پسر ادد-نیراری یکم نیز به نام خدا آشور، لشکرکشی‌های بسیاری علیه آرامیان که در شمال میانرودان بودند انجام داد؛ نواحی شمالی آشور (ارمنستان) و کوهپایه‌های زاگرس را مطیع خود ساخت، و بخشی از کیلیکیه را به امپراتوری آشور ضمیمه کرد و مستعمراتی را در مرزهای کیلیکیه برقرار ساخت.
همچنین، او به یک لشکرکشی گسترده دست زد که نتیجه آن، شکست قطعی نیروهای دشمن بود که شامل نیروهای مزدور هیتی نیز می‌شد، و شاید این بزرگ‌ترین دستاورد او برای آشور بوده باشد؛ چرا که در آن توانست شاتوآرا دوم شاه میتانی و متحد او هیتی را شکست دهد. با شکست شاتوآرا دوم، پادشاهی میتانی برای همیشه سقوط کرد و یکی از ایالات آشور شد (۱۲۷۰ پ. م).
همچنین او در کتیبه‌ای ادعا دارد که ۱۴٬۴۰۰ تن از اسیران دشمن را از یک چشم کور کرده‌است:
«شاتوآرا، پادشاه هانی، [و] سپاه هیتی و آهلامی همراه او را محاصره کردم. او گذرگاه‌ها و راه تأمین آب مرا قطع کرد. سپاه من بر اثر تشنگی و خستگی دلیرانه به درون صفوف سربازان آن‌ها پیشروی کرد و من با جدّیت جنگیدم و آنها را شکست دادم. تعداد بیشماری را کشتم. از انبوهشان کاستم، و ۱۴٬۴۰۰ تن از آنها را برانداختم و زنده به اسارت گرفتم. ۹ قلعهٔ نظامی و پایتختش را تسخیر کردم. سپاه هیتی و آهلامی، متحدینش را، مثل گوسفند سلاخی کردم».
او کاخ‌های بسیاری در نینوا و آشور ساخت و «نیایشگاه جهانی» را در آشور بازسازی نمود و شهر نَمرود را بنا کرد. او همچنین همچون پدرش، به کارکمیش واقع در سوریه حمله برد.
این فتوحات و فتوحات بعدی آشور، تهدیدی تقریباً دائمی، نه تنها برای قدرت‌های بزرگی چون مصر و هیتی، بلکه برای پایداری و ثبات بسیاری از پادشاهی‌های کوچک منطقه، از جمله اسرائیل و یهودیه نیز بود.
توکولتی‌نینورتای یکم پسر شلمنسر یکم نیز شاه توانایی بود. او جنگ‌های بیرحمانهٔ زیادی برپا ساخت و مردم سرزمین‌های شکست خورده را به منظور از میان بردن حس بیداری ملّی در آنها، از سرزمین‌هایشان اخراج می‌کرد. او سوریه و ماری را تصرف کرد و در جنگی میان آشور و بابل، کاشتیلیاش سوم را شکست داد و آشوریان، شهر بابل را تسخیر کردند (۱۲۲۵ پ. م). کاشتیلیاش سوم اسیر و به آشور تبعید شد.
خود توکولتی‌نینورتای یکم در کتیبه‌ای در این باره می‌گوید:
با توکل به خدایان بزرگ آشور، اِنلیل، و شَمَش، که پیشاپیش سپاه من در حرکت بودند، کاشتیلیاش، پادشاه بابل را، مجبور کردم نبرد را واگذار کند؛ سپاهیانش را درهم شکستم، و کاشتیلیاش، شاه کاسی را، اسیر کردم. مثل یک زیرپایی، بر گردنش پا گذاشتم. او را عریان کردم و کَت بسته به پیشگاه خدایم آشور بردم. سومر و اکّد را تا دورترین مرزهایش به زیر سلطهٔ خود درآوردم
در زمان توکولتی‌نینورتای یکم در پی شورشی در بابل که علیه اشغالگران به انجام رسیده بود، آشوریان نیایشگاه‌های آن شهر، از جمله نیایشگاه مردوک را مورد چپاول قرار دادند و شاه آشور، در بابل، شهر جدید به نام کار-توکولتی-نینورتا ساخت. سپس یک حاکم دست نشانده را در بابل نشاند و خود به آشور بازگشت.
در سال ۱۲۰۷ پ. م، در حالی که می‌توان گفت امپراتوری آشور در بالاترین درجه شکوه خود بود، توکولتی‌نینورتای یکم، گرفتار شورشی شد که در رأس آن دو پسرش قرار داشتند. آنان او را در شهر جدیدش، کار-توکولتی-نینورتا محاصره کردند و در حین محاصره، او به قتل رسید؛ بنابراین، او در شهری که خود فرمان ساخت آن را داده بود، کشته شد.
توکولتی‌نینورتای یکم، نفوذ آشور را تا آنسوی جنوب خاوری (آنچه که اکنون خلیج فارس نامیده می‌شود) و تا ارمنستان در شمال خاوری گسترش داد، اما پس از مرگش، امپراتوری آشور رو به زوال گام نهاد. آنگاه هرج و مرجی رخ داد، که تا پایان دوره پادشاهی میانه، ادامه یافت.

## هرج و مرج در آشور
آشور در دوران پادشاهی آشور-نَدین-پال، بسیاری از قدرت خود را از دست داد. پس از او، آشور-نیراری سوم، نوه توکولتی‌نینورتای یکم و فرزند یا برادرزاده آشور-نَدین-پال به شاهی رسید. پدر و عمویش در قتل توکولتی‌نینورتای یکم دست داشتند. به نظر می‌رسد که خودش نیز با استفاده از فرصت بدست آمده از هرج و مرج پس از قتل توکولتی‌نینورتای یکم، به تاج و تخت رسیده باشد و بنابراین غاصب تاج و تخت شناخته می‌شد.
سپس، اِنلیل-کودوری-اوسور، پسر دیگر توکولتی‌نینورتای یکم، توانست تاج و تخت را از دست آشور-نیراری غاصب بازپس گیرد (۱۱۹۷ پ. م). اما طولی نکشید که تاج و تخت به دست غاصب دیگری افتاد. او، نینورتا-پال-اِکور، پسر ایلیا-ای-هَددَه، و از نوادگان اِریبا-اَدَد یکم بود. او تاج و تخت پادشاهی را با یک کودتا به دست آورد و ۱۲ سال پادشاهی کرد (۱۱۹۲–۱۱۸۰ پ. م).
پس از نینورتا-پال-اِکور، پسرش، آشور-دان یکم شاه آشور شد (۱۱۷۹ پ. م). او از ناتوانی پادشاهی بابل سود جست و نواحی زابان بر کرانه رود زاب پایین، ایریاو و آکارسالو را از چنگ شاه بابل بیرون آورد (۱۱۵۸ پ. م).
پس از او، پسرش نینورتا-توکولتی-آشور شاه شد؛ اما چندان نگذشت که تاج و تخت شاهی توسط برادرش موتاکّیل-نوسکو غصب شد، و خود نینورتا-توکولتی-آشور مجبور شد که برای جلای وطن، به بابل که در آن زمان روابط خوبی با آن داشت، برود.
موتاکّیل-نوسکو نیز پس از مدت کوتاهی که تاج و تخت را از برادرش غصب کرد مُرد، و تاج و تخت شاهی آشور به پسرش، آشور-رش-ایشی یکم رسید (۱۳۳۲–۱۳۱۶ پ. م) و پس از او، پسرش تیگلات-پیلسر یکم شاه شد (۱۳۱۵–۱۱۷۷ پ. م).
تیگلات-پیلسر یکم؛ یکی از بزرگ‌ترین فاتحان آشور بود. او قلمروی خود را در هر سه جبهه (شمال، باختر، جنوب) گسترش داد.
او در جبهه شمال علیه هیتی‌ها دست به تهاجماتی زد و در کیلیکیه متصرفاتی دایر نمود.
تیگلات-پیلسر یکم در جبهه باختر، علیه آرامیان به پا خاست، آن‌ها را از فرات دور ساخت و برخی از پایگاه‌های آن‌ها را تسخیر کرد. او در این عملیات جنگی موفق شد تا به رؤیای دیرینه آشوریان در مورد دستیابی به سواحل مدیترانه تحقق ببخشد، و از بیبلوس، صیدون و دیگر شهرهای فنیقی خراج بگیرد.
شاه آشور در جبهه جنوب نیز با حمله به بابل وجهه زیادی به دست آورد اما در ظاهر از این حمله چیز زیادی به دست نیاورد.
تیگلات-پیلسر یکم، با موفقیت، مرزهای آشور را تا بزرگ‌ترین حد آن تا آنزمان، گسترش داد. او در کتیبه‌ای اعلام می‌دارد که:
«آشور و خدایان بزرگ، که پادشاهی مرا بزرگ ساخته‌اند و به من قدرت و توانایی اعطا کرده‌اند، فرمان دادند که محدودهٔ سرزمین آنها را گسترش دهم، و جنگ‌افزار نیرومندشان را در اختیارم گذاشتند، نبرد غافلگیرانه؛ و من سرزمین‌ها، کوهستان‌ها، شهرها، و شاهزادگان، دشمنان آشور را، به زیر سلطهٔ خود آوردم؛ و بر قلمرویشان دست یافتم. به سرزمین آشور زمین و به مردمانش، جمعیت افزودم. محدودهٔ سرزمینم را وسعت بخشیدم، و تمام سرزمین‌های آن‌ها را به زیر سلطهٔ خود درآوردم».

## دومین دوره تاریکی
با مرگ تیگلات-پیلسر یکم (۱۰۷۷ پ. م)، دومین دوران تاریک آشور آغاز می‌گردد. جانشینان او، که بسیار کمتر از او نیرو و شایستگی داشتند، نتوانستند یکپارچگی قلمرو گستردهٔ آشور را، که اقوام گوناگونی در آن سکونت داشتند، نگاه دارند. این بود که گستردگی این سرزمین به سرعت کاهش یافت و سرزمین‌های تسخیر شده خود را یکی پس از دیگری از دست داد. تا این که، در حدود شانزده دهه پس از مرگ تیگلات-پیلسر یکم، تمام آنچه از هسته مرکزی و همیشگی آشور به جا مانده بود، در حول و حوش شهرهای آشور و نینوا قرار داشت.
در هنگامه این سال‌ها، خاور نزدیک گرفتار نابسامانی‌های داخلی، سیل، قحطی، و فقر و مشقت گسترده بود. در جبههٔ سیاسی، با آرام گرفتن امپراتوری‌های آشور و بابل، آرامیان و دیگر اقوام نیمه کوچگر، توانستند دستاوردهای موقتی به دست آورند. بی‌شک، گمان آنها بر این بود که روزگار آشور به عنوان قدرت بزرگ، به سر آمده و آنها بزودی آخرین بقایای آن را نیز کَنده و از آنِ خود خواهند ساخت. آن‌ها از کجا می‌دانستند که آشور، برخلاف سومر، میتانی، هیتی، و بسیاری دیگر از پادشاهی‌های روزگار بزرگِ میانرودان، برای همیشه در خاموشی و فراموشی فرونرفته است و برعکس، زمامداران آشور، در آستانهٔ برخورداری از نوزایی ملی‌گرایی و توسعه طلبی‌ای بودند که خاور نزدیک را به‌طور عمیق دگرگون ساخت و در دل تمام اقوام آن، وحشت افکند.
پس از تیگلات-پیلسر یکم، دو پسرش اَشَرید-پال-اِکور (۱۰۷۶–۱۰۷۴ پ. م) و آشور-بعل-کالا به تخت نشستند و آنگاه پسر آشور-بعل-کالا، با عنوان اِریبا-اَدَد دوم برای مدتی شاه شد (۱۰۵۶–۱۰۵۴ پ. م). او سرانجام توسط عمویش شمشی-ادد چهارم از پادشاهی برکنار گردید.
پس از شمشی-ادد چهارم، پسرش آشور-ناصیر-پال یکم به پادشاهی رسید. دوران پادشاهی آشور-ناصیر-پال یکم (۱۰۴۰–۱۰۳۲ پ. م)، دوران خشکسالی و جنگ با صحرانشینانی بود که از باختر آشور به آن سرزمین حمله می‌بردند.
پادشاهان بعدی آشور را که تا پایان دوره تاریکی در این سرزمین به پادشاهی پرداختند، تنها به نام می‌شناسیم:
- شلمنسر دوم (شولَنو-اَشَرِدو: ۱۰۳۱–۱۰۱۹ پ. م) - پسر آشور-ناصیر-پال یکم.
- آشور-نیراری چهارم (۱۰۱۹–۱۰۱۳ پ. م) - پسر شلمنسر دوم.
- آشور-رَبی دوم (۱۰۱۳–۹۷۲ پ. م) - به ظاهر فرزند آشور-ناصیر-پال یکم بود. او یکی از پادشاهان آشور است که سلطنت طولانی‌ای داشت؛ ۴۱ سال
- آشور-رِش-ایشی دوم (۹۷۲–۹۶۷ پ. م) - دوران پادشاهی او دوره خاموشی سیاسی در آشور بود.
- تیگلات-پیلسر دوم (۹۶۷–۹۳۵ پ. م). پسر آشور-رِش-ایشی بود. دوران پادشاهی او دوره خاموشی سیاسی در آشور بود.
- آشور-دان دوم (۹۳۵–۹۱۲ پ. م). پسر تیگلات-پیلسر دوم بود. دوران پادشاهی او نیز دوره خاموشی سیاسی در آشور بود.

## فهرست پادشاهان آشور میانه
| نام                  | نام پدر                                      | دوران پادشاهی                                    |
| -------------------- | -------------------------------------------- | ------------------------------------------------ |
| اِریبا-اَدَد یکم        | آشور-بِل-نینِشو                                | ؟ - ۱۳۶۵ یا ۱۳۵۳ پیش از میلاد                    |
| آشور-اوبالیت یکم     | اِریبا-اَدَد یکم                                | ۱۳۶۵–۱۳۳۰ پیش از میلاد یا ۱۳۵۳–۱۳۱۸ پیش از میلاد |
| اِنلیل-نیراری         | آشور-اوبالیت یکم                             | ۱۳۲۸–۱۳۱۸ پیش از میلاد                           |
| آریک-دَن-ایلی         | اِنلیل-نیراری                                 | ۱۳۱۸–۱۳۰۸ پیش از میلاد                           |
| ادد-نیراری یکم       | آریک-دَن-ایلی                                 | ۱۳۰۸–۱۲۶۳ پیش از میلاد                           |
| شلمنسر یکم           | اَدَد-نیراری یکم                               | ۱۲۶۳–۱۲۳۳ پیش از میلاد                           |
| توکولتی‌نینورتای یکم  | شلمنسر یکم                                   | ۱۲۳۳–۱۲۰۷ پیش از میلاد                           |
| آشور-نَدین-پال        | توکولتی‌نینورتای یکم                          | ۱۲۰۷ -؟ پیش از میلاد                             |
| آشور-نیراری سوم      | پسر یا برادرزاده آشور-ندین-پال               | ؟ - ۱۱۹۷ پیش از میلاد                            |
| اِنلیل-کودوری-اوسور   | توکولتی‌نینورتای یکم                          | ۱۱۹۷–۱۱۹۲ پیش از میلاد                           |
| نینورتا-پال-اِکور     | پسر ایلیا-ای-هَددَه و از نوادگان اِریبا-اَدَد یکم | ۱۱۹۲–۱۱۸۰ پیش از میلاد                           |
| آشور-دان یکم         | نینورتا-پال-اِکور                             | ۱۱۷۹–۱۱۳۴ پیش از میلاد                           |
| نینورتا-توکولتی-آشور | آشور-دان یکم                                 | ۱۱۳۴–۱۱۳۳ پیش از میلاد                           |
| موتاکّیل-نوسکو        | آشور-دان یکم                                 | ؟ - ۱۱۳۳ پیش از میلاد                            |
| آشور-رش-ایشی یکم     | موتاکّیل-نوسکو                                | ۱۱۳۲–۱۱۱۶ پیش از میلاد                           |
| تیگلات-پیلسر یکم     | آشور-رش-ایشی یکم                             | ۱۱۱۵–۱۰۷۷ پیش از میلاد                           |

### دوره تاریکی
| نام                      | نام پدر                                                                                           | دوران پادشاهی          |
| ------------------------ | ------------------------------------------------------------------------------------------------- | ---------------------- |
| اَشَرید-پال-اِکور           | تیگلات-پیلسر یکم                                                                                  | ۱۰۷۶–۱۰۷۴ پیش از میلاد |
| آشور-بعل-کالا            | تیگلات-پیلسر یکم                                                                                  | ۱۰۷۴–۱۰۵۶ پیش از میلاد |
| اِریبا-ادد دوم            | آشور-بعل-کالا                                                                                     | ۱۰۵۶–۱۰۵۴ پیش از میلاد |
| شمشی-ادد چهارم           | تیگلات-پیلسر یکم                                                                                  | ۱۰۵۴–۱۰۴۰ پیش از میلاد |
| آشور-ناصیر-پال یکم       | شمشی-ادد چهارم                                                                                    | ۱۰۴۰–۱۰۳۲ پیش از میلاد |
| شلمنسر دوم (شولَنو-اَشَرِدو) | آشور-ناصیر-پال یکم                                                                                | ۱۰۳۱–۱۰۱۹ پیش از میلاد |
| آشور-نیراری چهارم        | شلمنسر دوم                                                                                        | ۱۰۱۹–۱۰۱۳ پیش از میلاد |
| آشور-رَبی دوم             | به ظاهر فرزند آشور-ناصیر-پال یکم بود. او یکی از پادشاهان آشور است که سلطنت طولانی ای داشت؛ ۴۱ سال | ۱۰۱۳–۹۷۲ پیش از میلاد  |
| آشور-رِش-ایشی دوم         | آشور-رَبی دوم                                                                                      | ۹۷۲–۹۶۷ پیش از میلاد   |
| تیگلات-پیلسر دوم         | آشور-رِش-ایشی دوم                                                                                  | ۹۶۷–۹۳۵ پیش از میلاد   |
| آشور-دان دوم             | تیگلات-پیلسر دوم                                                                                  | ۹۳۵–۹۱۲ پیش از میلاد   |